# Sociedad Deportiva Partizan
La Sociedad Deportiva Partizan (en serbio Jugoslovensko Sportsko Društvo Partizan, en cirílico Југословенско спортско друштво Партизан) es una sociedad polideportiva serbia con sede en la ciudad de Belgrado, una de las más importantes y prestigiosas del país.. Fue fundada el 4 de octubre de 1945 y, si bien destaca principalmente por sus clubes de fútbol, baloncesto y voleibol, la sociedad está conformada por 25 clubes en 25 distintos deportes.

## Clubes

### Baloncesto
El KK Partizan (en serbio Košarkaški klub Partizan, en cirílico Кошаркашки клуб Партизан) es el nombre que recibe el club de baloncesto del Partizan. Actualmente juega en la Liga Adriática y en Sinalco Superleague. A lo largo de su historia se ha obtenido veintiuna ligas y quince copas nacionales, mientras que a nivel internacional es el único club Serbio en consagrarse campeón de la Euroliga en 1992. En su equipo han jugado jugadores de la categoría de Aleksandar Djordjevic, Vlade Divac, Predrag Danilović, Zeljko Rebraca  y Zarko Paspalj.

### Balonmano
El RK Partizan (en serbio Rukometni Klub Partizan, en cirílico Рукометни клуб Партизан) es el nombre que recibe el club de balonmano del Partizan. Fue fundado en 1948 y ha obtenido nueve títulos de liga y doce copas nacionales. A nivel internacional, ha alcanzado en dos oportunidades las semifinales de la Recopa de Europa de Balonmano.

### Fútbol
El FK Partizan o Partizán de Belgrado (en serbio Fudbalski klub Partizan, en cirílico Фудбалски клуб Партизан) es el nombre que recibe el club de fútbol del Partizan. Fue fundado en 1945 y actualmente juega en la Meridijan Superliga. Es, a la fecha, el segundo club más ganador de Serbia con, incluyendo los torneos de la antigua Yugoslavia, veintisiete títulos de liga y dieciséis copas nacionales.

### Hockey sobre hielo
El HK Partizan (en serbio Hokejaški Klub Partizan) es el nombre que recibe el club de hockey sobre hielo del Partizan. Fue fundado en 1947 y a lo largo de su historia ha obtenido veinte campeonato nacionales, once de ellos de manera consecutiva.

### Voleibol
El OK Partizan (en serbio Odbojkaški klub Partizan, en cirílico Одбојкашки клуб Партизан) es el nombre que recibe el club de voleibol del Partizan. Fue fundado en 1946 y desde entonces ha obtenidos doce títulos de liga y nueve copas nacionales.

### Waterpolo
El VK Partizan es el nombre que recibe el club de waterpolo del Partizan. Con 7 títulos de campeón de Europa es junto con el Mladost Zagreb el club de waterpolo con más títulos de campeón de Europa.